# Cyclosa insulana
Cyclosa insulana är en spindelart som först beskrevs av Costa 1834.  Cyclosa insulana ingår i släktet Cyclosa och familjen hjulspindlar. Inga underarter finns listade i Catalogue of Life.